# Chiharu mk
chiharu mk（チハル・エムケー ）は、北海道生まれの実験音楽、電子音楽アーティスト。
2001年から2002年にかけてフランス INA-GRM にてミュージック・コンクレートの現在形 アクースマティック・ミュージックを学ぶ。

## 経歴
- 2001年 - 2002年　フランスのINA-GRMにてアクースマティック・ミュージックを学ぶ。
- 2002年 - ドゥニ・デュフール主催FUTURAにてアクースモニウムの演奏法を学ぶ。
- 2002年 - ペルピニャン・コンセルヴァトワール「SYNTAX2.1」に「Une histoire d'eau」を出品。
- 2003年 - フランス・ブールジュ第33回電子音楽と創作国際フェスティバル「Synthese2003」に「09/02」を出品。
- 2004年 - フランス・ブールジュ第34回電子音楽と創作国際フェスティバル「Synthese2004」に「Kodama 2nd」を出品。
- 2004年 - テルミン奏者の桑島はづきと結成したテクノポップユニット「citron」で、「ライジング・サン・ロックフェスティバル」に出演。
- 2005年 - フランス・ブールジュ第35回電子音楽と創作国際フェスティバル「Synthese2005」に「Visionary」を出品。
- 2005年 - IMEB20周年事業としてフランス国立図書館に「Kodama_2nd」(2004)が所蔵される。
- 2009年 - イサム・ノグチのランドスケープ「モエレ沼公園」で開催されたアートフェスティバル「SNOWSCAPE MOEREV」にて「Traveller -深白の記憶へ-」を開催。サウンド・インスタレーション作品「Memorize」の展示を行なう。
- 2010年 - 国際コンピュータ音楽会議（ICMC2010）N.Y.に入選。「Droplets」を出品。
- 2011年 - 函館山山頂クレモナホールにてライブ 「panoramic chaos」を開催。
- 2012年 - イサム・ノグチデザインの「モエレ沼公園 ガラスのピラミッド」で波紋音奏者・永田砂知子とのコラボレーション・ライブ「blue flow」を開催。
- 2013年 - 横浜市の三渓園「旧燈明寺」にてライブ「blue flow」3Daysを開催。
- 2014年 - 六本木SuperDeluxe・オーストラリアのJOLT Arts Inc.とTest Tone共催「JOLT TOURING FESTIVAL 2014 MACHINATIONS」に出演。
- 2015年 - Harpist: Mary Doumanyとのコラボ「オンキョージッケン01」(Acoustic Experiment ver.01) がSapporo North2 Award2015 優秀賞受賞。
- 2015年 - INTERSECT2015 - 17.1ch マルチチャンネル作品「du[p-ra]lex」札幌市からの委嘱作曲（札幌地下歩行空間CGMサイネージシステムの為）。
- 2016年 - おたる水族館が夏から「夜の水族館」をスタート。「海のパノラマ海遊水槽」前ライブ「音のアクアリウム - Music for Aquariums」(2016) を開催。
- 2017年 - ニースで開催されたダンス・フェスティバル「Sillages 2017」にて作品「Esprit Fluide / ダンサーKimiko Otaka」の音楽。
- 2018年 - Hong Kong Arts Centre / 香港芸術的中心で開催された「CMHK / Contemporary Musiking Hong Kong / 現在音樂」の音楽フェスティバル「Sound Forms 2018 - A Festival of Multi-Channel」で　特別ゲストとしてclosing stageを務める。
- 2019年 - 札幌文化芸術交流センター 主催「爽秋アンビエント・ミュージック」(SCARTSコート)に出演。
- 2020年 - アジアン・カルチュラル・カウンシル のグラントで中国・麗江のアーティスト・イン・レジデンスに参加。
- 2021年 - イギリス ・ロンドン のアートラボ  IKLECTIK からの委嘱による新作 PARAMNESIA 2020 をZAPTプロジェクト「NUMBERS MUTTER 121」にて発表。
- 2022年 - 自ら制作したダンス映画「re:vive」が、国際ダンス映画祭「DANCE CAMERA PANDEMANIA」に入選。
- 2022年 - 6月にテュルキエで開催された「Istanbul International Improvisation Dance Festival」にて「re:vive」が上演される。
- 2022年 - 7月にボンクリ・フェス（東京芸術劇場）にて「blue flow iii」が上演される。
- 2023年 - イギリス ・国際舞踏フェスティバル2023「Rebellious Bodies」にて舞踏家の大野一雄とコラボした映像作品「CAVE DANCE」を発表。
- その他 - CCMC（コンテンポラリー・コンピュータ・ミュージック）/ ACSM116などに出品。

## アルバム
- 2007年 - piano prizm /chiharu mk (StudioC+)
- 2007年 - Nouvelles Musiques Concret Vol.2 /ACSM116
- 2009年 - waterproof /chiharu mk (StudioC+)
- 2013年 - blue flow / sachiko nagata（永田砂知子） × chiharu mk (StudioC+)
- 2014年 - moere / chiharu mk  (Yugen Art) イタリア
- 2016年 - piano works / chiharu mk (OFF) ベルギー
- 2019年 - pure culture /chiharu mk (StudioC+)
- 2019年 - Gift from the Sea /chiharu mk (StudioC+)
- 2021年 - LIJIANG WITH/OUT + HOKKAIDO WITH [WE ARE ALL GREAT PARENTS] /CONCRETE

## 音楽作品

### 映画
- 2004年「The color of summer」  カルレス・コスタ（スペイン）映像作品。
- 2004年「HIGASHIKAWA」  ピーター・ブルーネ（ドイツ）映像作品。
- 2008年「アイ・アム_I_am.」（サウンド・マニピュレーター）石侍露堂監督作品。
- 2010年「Snow Division」Nina Fischer  & Maroan el Sani（ドイツ）制作による実験映画。
- 2022年「re:vive」自ら制作したコンテンポラリー・ダンス映画。国際ダンス映画祭「DANCE CAMERA PANDEMANIA」（トルコ）に入選。
- 2023年「CAVE DANCE」大野一雄 の舞踏映像の音楽。(イギリスで発表)

### ゲーム
- 2005年「幻想水滸伝V 」（コナミ）
- 2005年「Master of Epic -The ResonanceAge Universe-」（ハドソン）

### テレビ
- 2002年「水の大地をうねる川〜北海道・川の自然再生〜」（北海道テレビ:ドキュメンタリー）
- 2003年「西積丹スケッチ紀行～海と大地の恵みに触れて～」（主演：榎木孝明）
- 2010年「ブラタモリ」「新宿 ～水道編～」（NHK総合テレビ）
- 2011年「SCOOPER」（日本テレビ）
- 2012年「ブラタモリ」「江戸の食」（NHK総合テレビ）
- 2012年「新日本風土記」「浅草編」（NHK BSプレミアム）
- 2015年「幻解!超常ファイル ダークサイド・ミステリー」（NHK BSプレミアム）
- 2019年「開運!なんでも鑑定団」「トパーズの指輪」（テレビ東京）

## 器楽曲

### 電子音響音楽
- 2001年 - Une histoire d'eau
- 2002年 - 緑の海・森の青-La mer verte,La foret bleue-
- 2003年 - MIX-KODAMA 木霊-カスタネット・ピアノ・電子音響の為の
- 2003年 - 09/02
- 2003年 - Kodama 2nd
- 2005年 - esperanza
- 2005年 - Visionary
- 2007年 - panoramic chaos
- 2008年 - blue cave-inner mind- （エレクトリックチェロ・電子音響）
- 2009年 - Traveller-深白の記憶へ-（打楽器・電子音響）
- 2009年 - Droplets
- 2009年 - The boundary between preparation and digital processing ーhommage John Cage（ジョン・ケージ）
- 2010年 - Symphonie pour une femme seule（ピエール・シェフェール生誕100周年記念のオマージュ作品）
- 2012年 - Radio Syndrome
- 2013年 - blue flow（波紋音・電子音響）
- 2013年 - du[p-ra]lex  (17.1ch multi)
- 2015年 - オンキョージッケン01-Acoustic Experiment ver.01-（アイリッシュハープ・ 電子音響）
- 2016年 - Music for Aquariums
- 2021年 - cinereous blue
- 2021年 - re:vive
- 2022年 - Little Ice Age
- 2023年 - kissa
- 2024年 - 時と空間の遷移による音楽 - (電子音響映像作品)

## その他
- 2010年 - アパレル・ブランド「sunaokuwahara」2010s/s collection 映像の音楽を担当。
- 2010年 - 日本ユニセフ協会と有志の方々のプロジェクト「TAP PROJECT」の一環「TAP×MUSIC」に参加。
- 2010年 - 大島 龍 個展 「RESONANCE・海と聖母」 にて ライブ（安田侃彫刻美術館 アルテピアッツァ美唄）。
- 2012年 - 水と土の芸術祭2012で佐々木秀明作品「雫を聴く」コラボレーション企画として、「droplets 2012」サウンドインスタレーションを展示。
- 2013年 ｰ 2014年 - 北海道立近代美術館「冬のワンダー☆ミュージアム・アートにハート」展にて、サウンドインスタレーション「crystal blue」（2013）を展示。
- 2019年 - コンタクト・即興ユニット「micelle」のダンス作品「μ∴」micro dot の音楽。